# Alexandra & Konstantin
Alexandra & Konstantin (belarussisch Аляксандра і Канстанцін Aljaksandra i Kanstanzin) sind ein Musikduo aus Belarus. Es besteht aus der Sängerin Aljaksandra Kirsanawa (belarussisch Аляксандра Кірсанава) und dem Gitarristen Kanstanzin Drapesa (belarussisch Канстанцін Драпеза).

## Hintergrund
2004 nahmen sie für Belarus am Eurovision Song Contest 2004 in Istanbul, Türkei, mit dem Song My Galileo. Sie erreichten jedoch nur den 19. Platz mit 10 Punkten. Dies war Belarus’ erste Teilnahme am Eurovision Song Contest.
Das Lied My Galileo wurde auf Englisch gesungen.

## Diskografie

### Alben
- 2001: Sa lichimi sa marosami
- 2003: Sojka
- 2004: A&K Lepschaje
- 2006: Autanomnaja Nawihazyja
- 2010: Kljutschy slatyja
- 2013: M1[2]

### EPs
- 2004: My Galileo. The Best
- 2011: Масьленіца[3]